# Походи в Тьосю

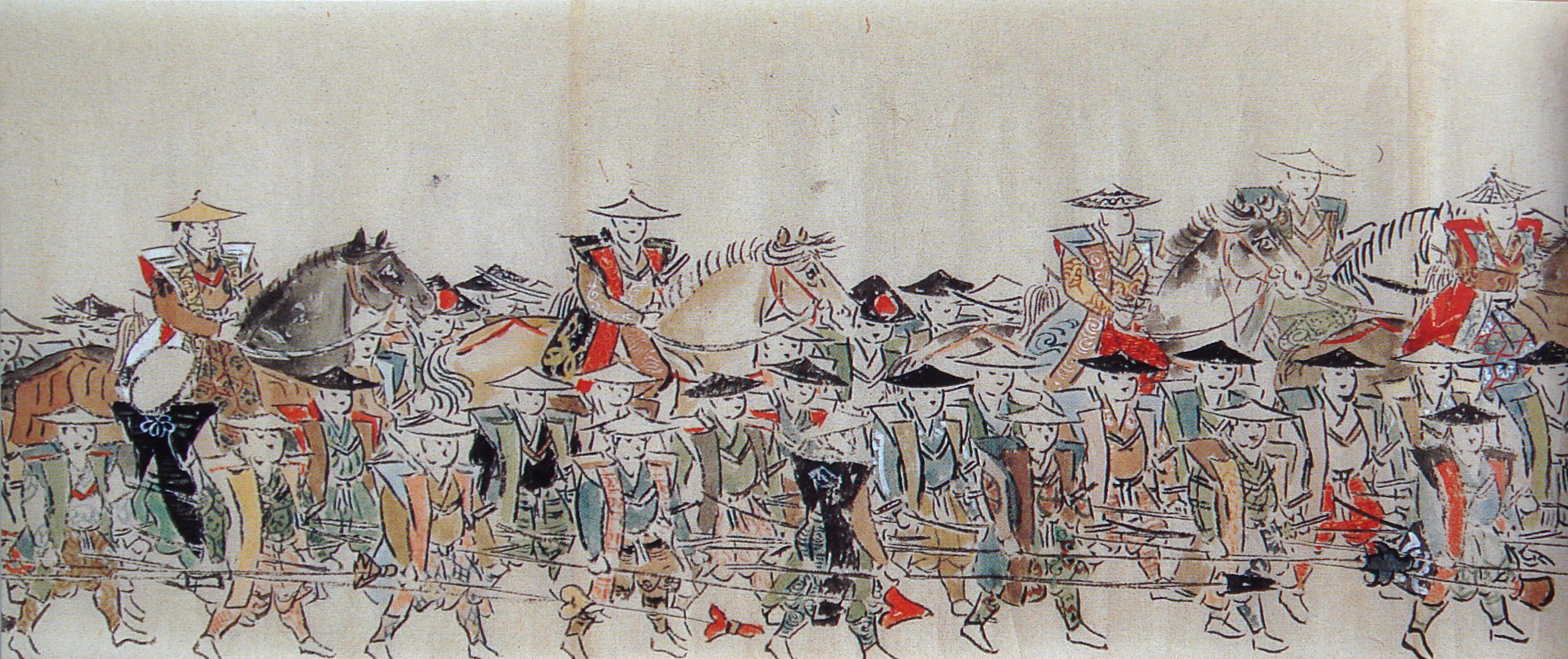
Війська сьоґунату під час другого походу

Походи в Тьосю (яп. 長州征伐, ちょうしゅうせいばつ) — каральні експедиції японського сьоґунату Токуґава проти автономного уділу Тьосю-хан. Перший похід проходив 1864 року, другий — у 1865—1866 роках.

## Перший похід
В липні 1864 року, у зв'язку з інцидентом біля Імператорських воріт, сьоґунат Токуґава отримав привід для покарання Тьосю-хану. Останній відігравав роль антиурядового осередку ще з кінця 1850-х років. Сьоґунат сподівався завдати удару по цьому осердку і, водночас, притамувати антиурядові настрої в країні. Під прапори уряду зібралося 150 тисяч самураїв　з 36 ханів, які в серпні вирушили на захід до Тьосю під командуванням Токуґави Йосікацу, володаря Оварі-хану. Обов'язки заступника командира виконував Мацудайра Мотіакі, володар Етідзен-хану, а обов'язки головного радника — Сайґо Такаморі, представник Сацума-хану. Сьоґунат не планував масштабних воєнних операцій, сподіваючись на швидку капітуляцію нечисленного противника.
Між тим Тьосю-хан не був підготовлений для ведення війни. Його загони були розбиті під час інциденту біля Імператорських воріт, а основні сили зазнали поразки в ході Сімоносекської війни. Керівництво також хану змінилося: радикальних антиурядових реформаторів заступили помірковані прибічники аристократично-самурайського союзу. В результаті Тьосю-хан був змушений капітулювати перед сьоґунатом ще до початку воєнних дій. Нові керівники скарали сімох високопосадовців, винуватців інциденту 1864 року, а Морі Тікатіка, володар хану, прибув до ставки урядових військ із сином, де офіційно вибачився перед урядом. Капітулянти зруйнували власний замок Ямаґуті та пообіцяли видати сьоґунату 5 аристократів на чолі з Сандзьо Санетомі, які переховувалися від уряду. Сьоґунат був задоволений капітуляцію Тьосю-хану і наприкінці 1864 року видав своїм наказ про демобілізацію.

## Другий похід
Наступного 1865 року в Тьосю-хані стався переворот. Представник радикальних реформаторів Такасуґі Сінсаку підняв війська в Сімоносекі, переміг загони поміркованого керівництва у боях при Ота та Кайдо, і захопив владу. Тьосю-хан знову повернувся на антиурядові позиції та розпочав швидко реформувати свою армію за західним взірецем. Для цього Такасуґі взяв на службу незнатного, але талановитого організатора Омуру Масудзіро. Останній заходився скуповувати новітню зброю і кораблі, оновив тактику ведення бою і всіляко підготувався для протистояння з всеяпонським урядом.
Сьоґунат уважно слідкував за подіями в Тьосю-хані. Сьоґун Токуґава Іємоті особисто виїхав з Едо до Кіото із військом аби розпитати і покарати нове керівництво хану. В червні 1866 року він виставив ультиматум, що пробачить винних за умови конфіскації земель Тьосю-хану доходом у 100 тисяч коку. У відповідь керівництво Тьосю-хану відмовилося і дало привід для розв'язання війни.
Сьоґунат розпочав наступ з чотирьох фронтів: Осіми, провінції Акі, провінції Івамі та Кокури. Незважаючи на чисельну перевагу наступаючих, малочисельне, але реорганізоване та добре оснащене військо Тьосю-хану, розбило їх в основних боях.
Між тим в серпні 1866 року сьоґун раптово помер у Осацькому замку. Це зупинило збройний конфлікт. Тьосю-хан виявися переможцем, а престиж сьоґунату як уряду та найбільшої в країні воєнної потуги було остаточно підірвано. За два роки новий сьоґун відмовився від свого титулу і передав усі важелі влади Імператору Японії.